# 7-й корпус десантно-штурмових військ (Україна)
7-й корпус десантно-штурмових військ (7 КДШВ) — з'єднання Десантно-штурмових військ Збройних сил України чисельністю в корпус.

## Історія
У січні 2024 року стало відомо, що десантно-штурмові підрозділи об'єднано в корпусну структуру. До 7-го десантно-штурмового корпусу увійшли щонайменше 9 десантно-штурмових і аеромобільних бригад, один полк, артилерійська бригада та батальйон управління. На відміну від 9-го і 10-го армійських корпусів, цей корпус, імовірно, не має у складі повноцінних танкових підрозділів, натомість присутні окремі танкові роти.
5 лютого 2025 року, під час початку корпусної реформи в ЗСУ, стало відомо про намір розділити 7-й корпус швидкого реагування Десантно-штурмових військ на два боєздатні корпуси.
23 квітня 2025 року стало відомо, що частина бригад 7-го корпусу перейшла до складу новоствореного 8-го десантно-штурмового корпусу.
15 серпня 2025 року пресслужба 7-го корпусу повідомила, що силами корпусу ДШВ та суміжних підрозділів Покровськ був зачищений від російських груп та одиничних диверсантів російських збройних формувань.

## Структура
Структура корпусу на 2024 рік:
- 25-та окрема повітрянодесантна Січеславська бригада
- 46-та окрема аеромобільна бригада
- 71-ша окрема єгерська бригада
- 77-ма окрема аеромобільна Наддніпрянська бригада
- 78-й окремий десантно-штурмовий полк
- 79-та окрема десантно-штурмова Таврійська бригада
- 80-та окрема десантно-штурмова Галицька бригада
- 81-ша окрема аеромобільна Слобожанська бригада
- 82-га окрема десантно-штурмова Буковинська бригада
- 95-та окрема десантно-штурмова Поліська бригада
- 148-ма окрема артилерійська Житомирська бригада
- 87-й батальйон управління

Структура корпусу з квітня 2025 року:
- 25-та окрема повітрянодесантна Січеславська бригада
- 77-ма окрема аеромобільна Наддніпрянська бригада
- 78-й окремий десантно-штурмовий полк
- 79-та окрема десантно-штурмова Таврійська бригада
- 81-ша окрема аеромобільна Слобожанська бригада
- 87-й батальйон управління

## Командування

### Командири
- 2024—2025: полковник Курач Валерій Адамович[6]
- з 2025: полковник Ласійчук Євген Вікторович[7]